# Temenis santina
Temenis santina är en fjärilsart som beskrevs av Hans Fruhstorfer 1907. Temenis santina ingår i släktet Temenis och familjen praktfjärilar. Inga underarter finns listade i Catalogue of Life.